# 쾌지나 칭칭나네
〈쾌지나 칭칭나네〉는 경상도 지방의 대표적인 민요이다. ‘쾌지나 칭칭 나네’는 농악에서 쓰이는 꽹과리 소리의 의성음으로 알려져 있다.

## 특징
〈쾌지나칭칭나네〉를 제창(齊唱)하면서 그 율조(律調)에 따라 춤을 춘다. 노래가 다를 뿐이지 〈강강수월래〉와 별로 다르지 않은 형식과 율동으로 된 것이 주목된다. 〈강강수월래〉가 그렇듯이 1명이 원 가사를 부르면 일동이 후렴인 ‘쾌지나칭칭나네’를 합창하는 형식이며, 처음은 느리게 나가다가 차츰 흥이 일면서 춤도 노래도 급속도로 고조된다.

## 가사

### 쾌지나 칭칭나네
| “ | 쾌지나 칭칭나네 하늘에는 별도 총총 쾌지나 칭칭나네 가자 가자 어서 가자 쾌지나 칭칭나네 이수 건너 백로 가자 쾌지나 칭칭나네 시내 강변에 자갈도 많다 쾌지나 칭칭나네 살림살이는 말도 많다 쾌지나 칭칭나네 하늘에다 베틀을 놓고 쾌지나 칭칭나네 잉어 잡아 북을 놓세 쾌지나 칭칭나네 정월이라 대보름날 쾌지나 칭칭나네 팔월이라 추석날은 쾌지나 칭칭나네 세월은 흘러도 설움만 남네 쾌지나 칭칭나네 | ” |
|   | |   |

### 자진 쾌지나 칭칭나네
| “ | 쾌지나 칭칭나네 쾌지나 칭칭나네 달아 달아 밝은 달아 쾌지나 칭칭나네 우주 강산에 비친 달아 쾌지나 칭칭나네 강변에는 잔돌도 많다 쾌지나 칭칭나네 솔밭에는 공이도 많다 쾌지나 칭칭나네 대밭에는 마디도 많다 쾌지나 칭칭나네 허허 좋다 좋고 좋네 쾌지나 칭칭나네 이 논배미를 어서 심고 쾌지나 칭칭나네 각각 집으로 돌아가서 쾌지나 칭칭나네 풋고추에 단 된장에 쾌지나 칭칭나네 보리밥 찰밥 많이 먹자 쾌지나 칭칭나네 일락서산에 해 떨어지고 월출동령 달 솟는다 쾌지나 칭칭나네 쾌지나 칭칭나네 | ” |
|   | |   |

## 같이 보기
- 쾌지나 칭칭나네 (춤)
- 가토 기요마사
- 한국 민요